# Alex Penkala
Alex M. Penkala, Jr. (1924 - 1945. január 10.) amerikai katona, a 101. légi szállítású hadosztály 506. ejtőernyős gyalogezred 2. zászlóaljának E (Easy) századában szolgált a  második világháború idején. Penkalát Tim Matthews alakította az HBO Band of Brothers minisorozatában.

## Élete a háború előtt
Penkala 1924-ben született South Bendben, Indiana államban. Szülei 1907-ben emigráltak Lengyelországból az Egyesült Államokba. 
Penkalának 12 testvére volt. Édesanyja a 13. gyereke születése közben elhunyt. Penkalára és a többi testvérére a nővére, Irene vigyázott, 
Másodéves korában otthagyta a középiskolát. 1942. február 27-én jelentkezett a hadseregbe az ohiói Toledóban, és szakács lett.
Később önkéntesként jelentkezett az Egyesült Államok hadseregének ejtőernyős csapatába, miután a szakács iskolában a barátai meséltek neki az egységről.

## A világháborúban
1942 augusztusában a Georgia állambeli Toccoa kiképzőtáborban képezték ki.
1944. június 6-án a Normandiai partraszállás során végrehajtotta első harci ugrását az Overlord hadművelet részeként. 1944 szeptemberében a megszállt Hollandiában ugrott, a Market Garden hadművelet részeként, amely végül kudarcot vallott. Ezután az Easy század visszatért Franciaországba, majd a belgiumi Bastogne-ba szállították őket. Alex Penkala a belga Foy város mellett, a német tüzérség tüzében halt meg. Barátja, Warren "Skip" Muck őrmester abban az időben ugyanabban a lövészgödörben volt, és szintén elhunyt.
Penkalát a luxemburgi Hamm közelében található Luxembourg-i Amerikai Temetőben temették el. 

## Forrás
- Alex Penkala élete. (Hozzáférés: 2023. április 26.)
- Alex Penkala  WW2. (Hozzáférés: 2023. május 1.)